# José Machado Lopes
José Machado Lopes (Rio de Janeiro, 13 de maio de 1900 — Rio de Janeiro, 18 de março de 1990) foi um militar brasileiro. Durante a 2ª Guerra Mundial integrou a FEB, depois seria interventor federal no Ceará e comandante do III Exército, em Porto Alegre, onde foi uma das figuras centrais da Campanha da Legalidade.

## Biografia
Machado Lopes ingressou na carreira militar aos 13 anos, ao ser aceito no Colégio Militar de Barbacena, Minas Gerais. Com dezenove anos, passa a frequentar a Escola Militar do Realengo, destacando-se entre os demais alunos. Em 1922 foi denunciado como participante do levante tenentista de 5 de julho e injustamente punido.  A revolta foi debelada no mesmo dia, com Machado Lopes combatendo os revoltosos, defendendo a legalidade, postura que manteve ao longo de toda sua carreira militar — e, em consequência, recebeu elogios do Congresso e dos generais Manuel Lopes Carneiro da Fontoura e Alfredo Ribeiro da Costa. Em agosto de 1922, foi designado diretor da Escola Regimental do 5º Batalhão de Engenharia, situado em Curitiba, e em junho do ano seguinte foi promovido a primeiro-tenente.
Servia em Santo Ângelo, Rio Grande do Sul, quando, em outubro de 1924, um grupo de jovens oficiais comandados por Luís Carlos Prestes se revoltou. Machado Lopes, entre outros, manteve-se fiel ao governo federal e foi feito prisioneiro pelo grupo, enquanto o restante da unidade daria origem à Coluna Prestes.
Em 1935 cursava a Escola de Comando e Estado-Maior do Exército, no Rio de Janeiro, e combateu os revoltosos que haviam tomado o 3º Regimento de Infantaria, na Praia Vermelha, um dos focos da Intentona Comunista.
Em 1944 integrou a Força Expedicionária Brasileira na Segunda Guerra Mundial, comandando o 9° Batalhão de Engenharia. Na Itália, participou da Batalha de Monte Castello (1944-1945) e da Batalha de Castelnuovo (1945).
Em 28 de outubro de 1946 foi nomeado interventor federal no Ceará pelo presidente Eurico Gaspar Dutra, ficando no cargo até 3 de fevereiro de 1947. Seria, depois, comandante da 3ª Divisão de Cavalaria de Bagé, diretor do setor de Engenharia do Exército, adido militar em Washington e comandante da 7ª Divisão de Infantaria, em Pernambuco.
No final de 1960 foi promovido a general-de-exército, e em 15 de fevereiro de 1961 nomeado comandante do III Exército, com base em Porto Alegre, tendo sob suas ordens 120 mil homens nos três estados da Região Sul. Exerceu o cargo de 6 de abril a 24 de outubro desse ano.
Em 25 de agosto, o presidente Jânio Quadros renunciou ao cargo. Os ministros militares Odílio Denys, da Guerra, Gabriel Grün Moss, da Aeronáutica, e Sílvio Heck, da Marinha, tentam impedir a posse do vice-presidente, João Goulart. Machado Lopes inicialmente se mantém fiel à hierarquia militar, mas acaba aderindo à Campanha da Legalidade, comandada por Leonel Brizola, então governador do Rio Grande do Sul, após ordem do comando militar para bombardear o Palácio Piratini e silenciar a Rede da Legalidade. Com a posse de Jango, foi convidado para o Ministério da Guerra, mas não aceitou o cargo.
Foi Chefe do Estado-Maior do Exército, de 5 de setembro de 1962 a 12 de setembro de 1963.
Em setembro de 1964 foi para a reserva como marechal. Publicou suas memórias em 1980.